# Nowa czerwona

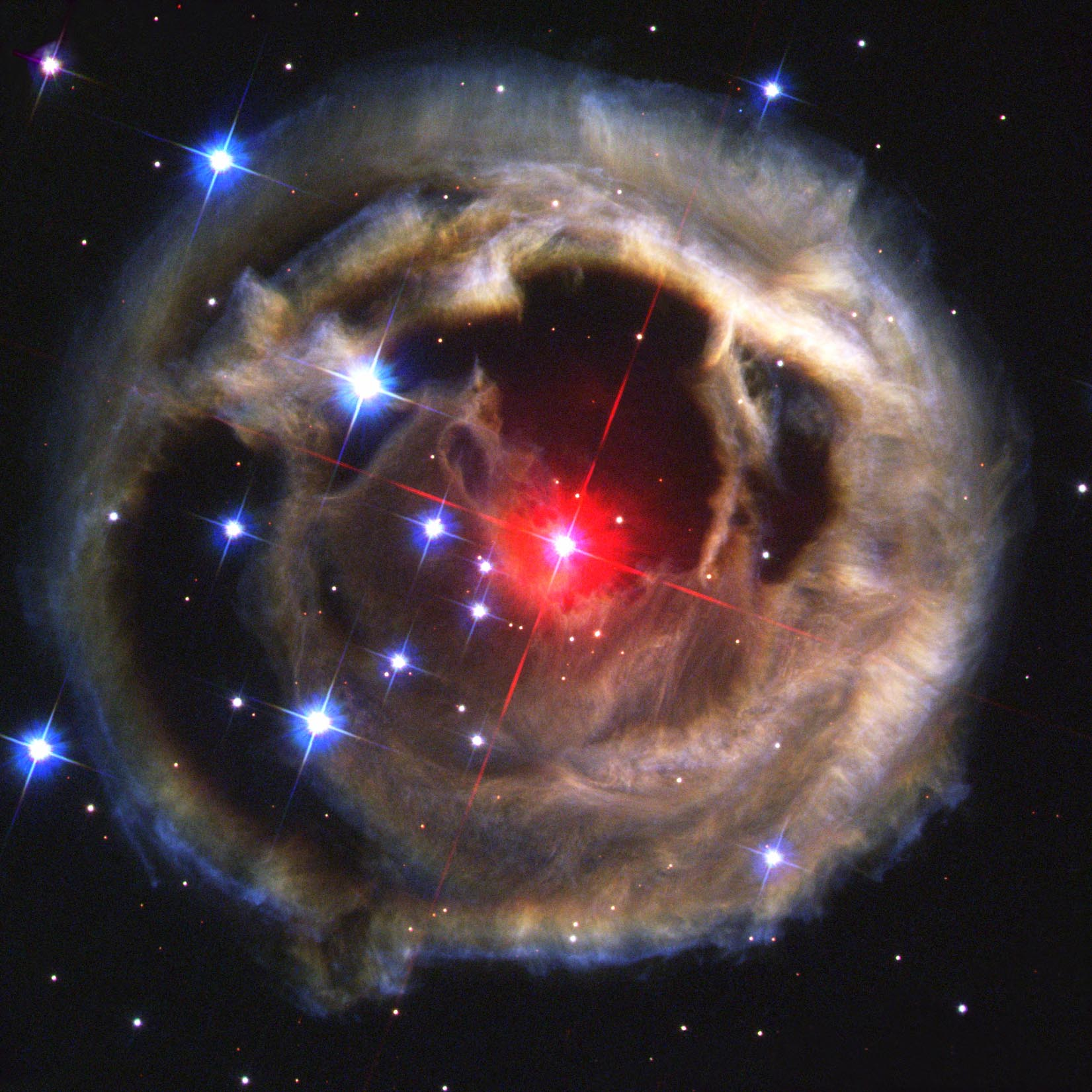
V838 Monocerotis – prawdopodobna czerwona nowa

Nowa czerwona (ang. luminous red nova) – wybuch powstający w wyniku łączenia się dwóch gwiazd w jedną; nazwa pochodzi od charakterystycznej krzywej blasku z czerwonym kolorem wybuchu i silnym poblaskiem w podczerwieni. Nowa czerwona nie ma nic wspólnego z nową klasyczną, która jest eksplozją zachodzącą w systemie podwójnym na powierzchni białego karła, po nagromadzeniu się na niej materii w wyniku jej akrecji z drugiej gwiazdy systemu.
W ciągu ostatnich 30 lat zauważono jedynie kilka kosmicznych eksplozji, które mogły być nowymi tego typu. Podejrzewa się o to takie obiekty jak: M31 RV i V4332 Sagittarii. Innym bardzo silnym kandydatem na czerwoną nową był wybuch obiektu V838 Monocerotis.
Pierwszą potwierdzoną nową czerwoną był wybuch obiektu M85 OT2006-1, położonego w galaktyce Messier 85, opisany w 2007 roku przez astronomów z University of California i Caltechu, którzy także nadali mu nazwę Luminous Red Nova.
Cechy charakterystyczne nowych czerwonych to:
- jasność wybuchu mieszcząca się pomiędzy supernową a nową klasyczną,
- czerwony kolor wybuchu; światło widzialne po wybuchu wygasa bardzo powoli, ciemniejąc przez okres tygodni, a nawet miesięcy, po czym obiekt zaczyna emitować silne promieniowanie podczerwone.